# Santísimo Cristo de Telde
El Santísimo Cristo de Telde es una imagen que representa a Jesús de Nazaret y que evoca el momento de su Crucifixión. Hecha en pasta de millo por los indios tarascos de México, la imagen cristológica se encuentra en la Basílica de San Juan Bautista en el municipio de Telde (Gran Canaria, España). El Santo Cristo de Telde goza de una gran devoción en Gran Canaria.

## Historia
Según la leyenda popular, el Santo Cristo de Telde apareció en la costa de Telde en un lugar llamado Bocabarranco, desembocadura del Barranco Real de Telde. Parece ser que el barco que lo portaba naufragó tras una azarosa travesía en medio de un mar altamente agitado. Un grupo de esclavos lo tomaron como balsa de salvación.
Un pastor que cuidaba sus reses en las inmediaciones, vio una escena que le sorprendió: un Cristo crucificado y unas hogueras con hombres que danzaban en torno a ellas. Entonces fue a la ciudad para hablar con el rector de San Juan Bautista, y también para avisar a las autoridades cívico-militares, con todos ellos se acercó de nuevo al lugar, trayéndose consigo a la imagen del Santo Cristo y a los náufragos. Colocada sobre el Retablo Gótico-Flamenco del Altar Mayor, permaneció sobre tafetán rojo hasta mediados del siglo XVIII cuando se construye el Gran Retablo Barroco de Estípites.
Sin embargo la mayoría de los investigadores sostienen que la imagen llegó a Gran Canaria a consecuencia de la importación al continente americano y europeo de productos canarios, principalmente la caña de azúcar. Estos productos eran intercambiados por obras de arte que enriquecieron el Patrimonio Histórico de Canarias, entre los que figurarían entre otros, el Santo Cristo de Telde.
El fraile dominico Fray Alonso de Espinosa escribió que tanto la imagen del Santísimo Cristo de Telde como la del Santísimo Cristo de La Laguna llegaron juntas a las Islas Canarias. Siendo el de La Laguna adquirido por el Adelantado Alonso Fernández de Lugo en Tenerife, mientras que el de Telde fue llevado a esta ciudad de Gran Canaria. Así fue creído durante el siglo XVI. Sin embargo, esta posibilidad es totalmente descartable de acuerdo a las últimas investigaciones. Teniendo en cuenta por un lado, que la imagen del Cristo de Telde llegó a Gran Canaria entre 1550 y 1555, es decir entre 30 y 35 años después de que el Cristo de La Laguna arribase a Tenerife, y por otro lado la diferente factura de ambas tallas, pues el Cristo de Telde es una escultura americana, siendo europeo el Cristo de La Laguna.

## Autoría
El Cristo de Telde, también llamado de la misericordia de Telde, del Altar Mayor o Santo Cristo del Atlántico, fue adjudicado por Hernández Benítez a los tarascos de Michoacán, pero Estrada Jasso lo atribuye al escultor español Matías de la Cerda, afincado en ese Estado, dato corroborado por los estudios realizados durante la última restauración. La imagen está datada en el siglo XVI, y llegó a Telde entre 1550 y 1555.
Está construido sobre un armazón de madera, sobre el que se moldearon distintos tipos de papeles, telas y hojas de maíz, cañas descortezadas (tatzingüe), todo ello unido con engrudo. La policromía está realizada con tintes vegetales, al estilo tarasco.
El paso del tiempo, las inclemencias climáticas y la manipulación que sufre la imagen cada año con las bajadas y subidas de su Altar Mayor habían producido en los últimos tiempos graves desperfectos en la escultura, lo que ponía en serio peligro la integridad de la misma. La última de las cuatro intervenciones anteriores conocidas sobre esta imagen cristológica se realizó en 1942 siendo rector de la basílica teldense Hernández Benítez.
Fue restaurado en la década de 1940 por Eladio Moreno Durán y José Arencibia Gil, y a finales de los años 1990 por Pablo Amador y Carolina Besora. Durante esta última restauración fue estudiado por la historiadora Maite Aldunate, que confirmó la autoría de Matías de la Cerda. Se basó para ello en la existencia, entre los materiales utilizados, de manuscritos «ajenos por completo a la cultura tarasca», así como códigos de jeroglíficos.
Desde el pasado 15 de mayo de 1998, en que la imagen fue puesta de nuevo al culto nuevamente en la capilla del Santísimo para luego ser trasladado a su lugar de culto, el Altar Mayor de su basílica, el Santo Cristo de Telde ya luce con todo el esplendor que tuvo cuando fue moldeado hace casi quinientos años por los indios tarascos de México.

## Descripción de la imagen
«De rostro hermoso encuadrado por dos lacios mechones de pelo que tienden a bajar en dirección al pecho, cabeza bien proporcionada e inclinada majestuosamente sobre el lado derecho, barba recia, recortada y partida en dos por el mentón, nariz recta y afilada con perfil casi helénico; de figura un tanto enjuta y algo alargada teñida de una intensa palidez olivácea, salpicado el tronco por rojas gotas de sangre, una de las cuales se desliza hasta la altura de la sangrante herida del costado;  de rebosante sentimiento religioso y de un realismo idealista que sobrecoge al que lo contempla.»
En estos términos describe el entonces rector de la basílica teldense Pedro Hernández Benítez a la imagen del Santísimo Cristo de Telde en 1955.
Su anatomía es muy expresiva y detallista , mostrando el dolor y las secuelas físicas de un modo realista. A ello contribuye su aspecto acartonado (ya que la escultura cristológica está hueca en el interior), así como las gotas de sangre que recorren el cuerpo.
El Santo Cristo está diseñado para ser contemplado de frente, de ahí que la parte posterior se presente poco trabajada.

## La Cruz del Cristo
La primitiva cruz del Santo Cristo fue sustituida en el siglo XVII por la actual de tea del país, a la que está sujeto el Santo Cristo mediante tres clavos de plata.
Esta cruz fue forrada en plata en el siglo XVIII rematándose cada uno de los brazos superiores de la misma por una flor de lis que simboliza la resurrección y la vida. Al pie del madero se dispuso una lámina del mismo material con la siguiente inscripción: «Esta obra se hizo con limosnas de los vecinos de esta ciudad de Telde a solicitud del alférez Basaltar de Quintana y Juan de Munguía y Quesada SCDS por el maestro Hernández; Año 1704».

## Devoción
Imagen de Jesús que goza de una gran devoción en la isla de Gran Canaria, si bien, históricamente, desde el siglo XVI hasta principios del XIX la imagen de Jesucristo más venerada de la isla era el Cristo de la Vera Cruz, patrono de la ciudad de Las Palmas de Gran Canaria. Este último era de hecho, una de las tres históricas devociones de Gran Canaria junto a la Virgen del Pino de Teror y la Virgen de la Antigua de la Catedral de Santa Ana, a las que se recurría en momentos de rogativas. Sería a partir de la fundación de las bajadas anuales del Cristo de Telde a mediados del siglo XX, ―anteriormente solo bajaba de su altar por rogativas― y la caída de la devoción al Cristo de la Vera Cruz a raíz de la sustitución de su primitiva imagen, cuando el primero comienza a adquirir relevancia y preeminencia devocional popular frente al segundo. La devoción al Cristo de Telde como principal devoción cristífera de la isla de Gran Canaria quedaría totalmente consolidada tras la peregrinación realizada en el año 2000 con motivo del Año Jubilar y su encuentro en la Catedral de Las Palmas de Gran Canaria con la imagen de la  Virgen del Pino.
En el citado año 2000 y con motivo de a su vuelta a Telde se le concede al Cristo el bastón de mando de la Ciudad y se le nombra Alcalde Honorario y Perpetuo de Telde. Actualmente ostenta este título de manera compartida con la Virgen de las Nieves del barrio teldense de Lomo Magullo, quién también posee el título de Celestial Alcaldesa Mayor y Perpetua de la ciudad de Telde desde 1977.
La Basílica de San Juan Bautista como Santuario titular del Santísimo Cristo de Telde, se encuentra hermanada tanto con la Pontificia, Real y Venerable Esclavitud del Santísimo Cristo de La Laguna, como con la Hermandad del Santísimo Cristo de los Dolores de Tacoronte (ambas en la isla de Tenerife). Esto es debido a la gran veneración existente entre los católicos canarios por estas tres imágenes cristológicas. Por otro lado, también las ciudades de San Cristóbal de La Laguna y Telde se encuentran hermanadas desde el año 2010, por su similar trayectoria en la Historia de Canarias y especialmente por la veneración que ambas ciudades profesan a sus correspondientes imágenes de Jesucristo.

## Fiestas
El Cristo tiene una cruz de plata, con la que habitualmente permanece en el altar mayor y cuando son sus fiestas. Cada 12 de septiembre se celebra la Bajada del Cristo del altar, siendo su fiesta el 14 de septiembre , y sube a su hornacina el 22 de septiembre. El Cristo tiene dos tronos, uno procesional y otro llamado "trono móvil", que estrenó en el año 2000 para ir a Las Palmas de Gran Canaria. Los fieles pasan por el pie de la cruz muchos objetos religiosos, y el último día del novenario a puerta cerrada se le baja del trono procesional y se le vuelve a introducir en el llamado trono móvil hasta la subida al altar.

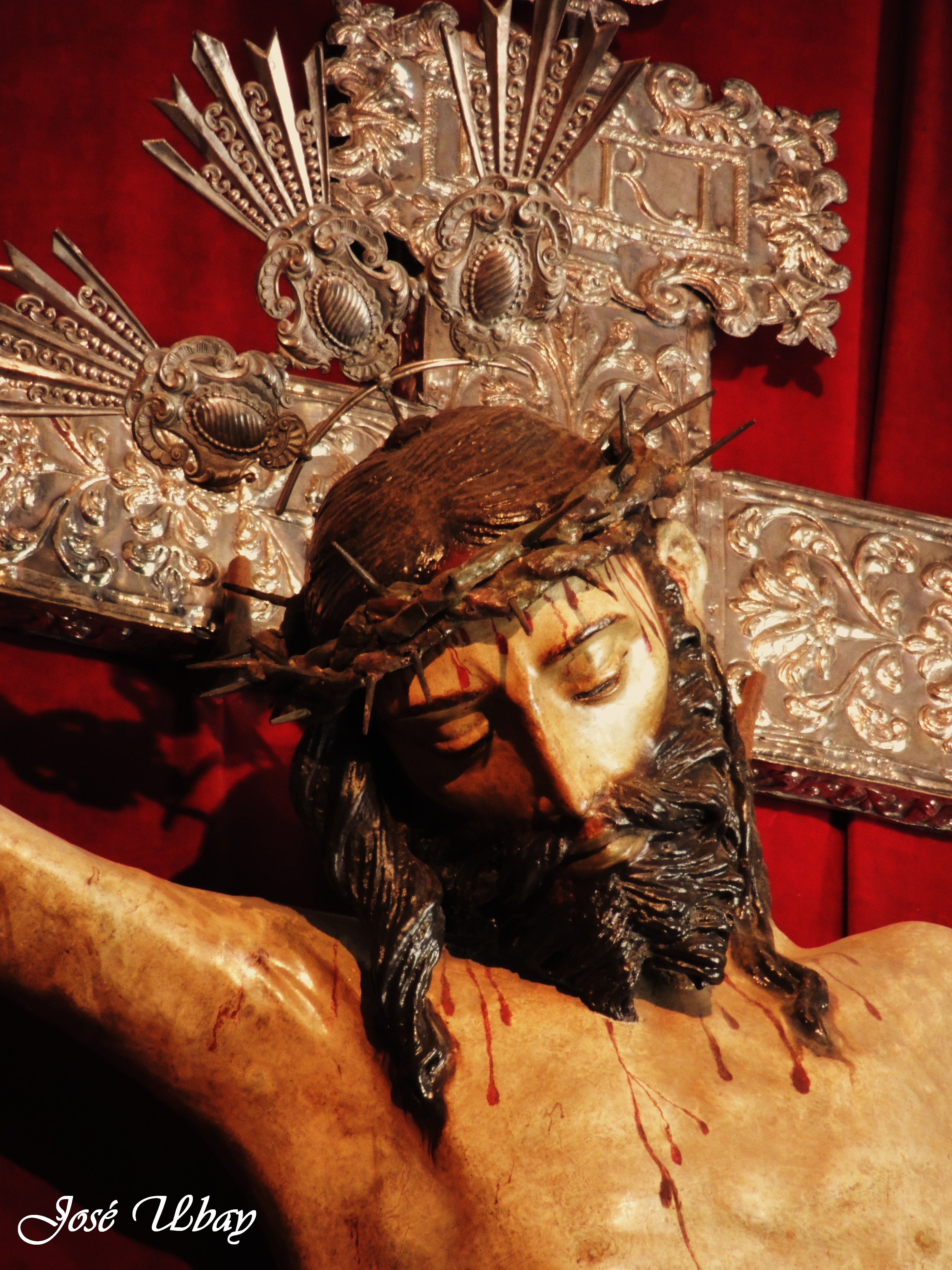
Santísimo Cristo de Telde (detalle).

## Actos históricos destacados

### Año Santo Jubilar 2000
Con motivo del Año Jubilar de 2000 el Santísimo Cristo de Telde peregrinó por primera vez en la historia y tras tres intentos a la Santa Iglesia Catedral Basílica de Canarias o Catedral de Santa Ana desde su basílica de Telde.
Alrededor de cuarenta mil personas llegadas de toda Gran Canaria acompañaron durante todo el trayecto al Cristo de Telde, en el que se ofició una multitudinaria Concelebración Pontifical oficiada por el vicario general de la Diócesis de Canarias (que engloba la provincia de Las Palmas). Durante su trayecto, el Cristo se hospedó en varios sitios haciendo paradas puntuales y descansos graduales. La parroquias y lugares en los que se hospedó el Santísimo Cristo de Telde en su peregrinación a Las Palmas de Gran Canaria fueron:
- Iglesia de la Inmaculada Concepción de Jinámar.
- Hospital Dermatológico, en el Sabinal.
- Prisión Provincial del Salto del Negro.
- Hospital Universitario Materno Infantil de Canarias.
- Hospital Universitario Insular.

Estuvo custodiada durante ochenta días en la Catedral de Canarias, donde coincidió con la Virgen del Pino (Patrona de la Diócesis de Canarias), la cual realizó su tradicional peregrinación a Las Palmas de Gran Canaria para conmemorar también el Año Santo Jubilar y presidir junto al Cristo de Telde los actos preparados para tal efeméride.
Para tal acto destacan la Procesión Multitudinaria del Cristo de Telde y la Virgen del Pino, desde la Catedral de Canarias hasta la Iglesia de Nuestra Señora de la Luz en La Isleta, que contó con la participación de más de 125.000 personas. Para su vuelta a la Ciudad de Telde hospedó por una noche en la Iglesia de San Gregorio Taumaturgo en Telde para luego regresar el día 30 de junio a su Santuario la Basílica de San Juan Bautista de Telde.

### Jubileo de 2025
Con motivo del Jubileo de 2025 la imagen de la Virgen del Pino volvió a realizar su tradicional bajada a Las Palmas de Gran Canaria, si bien, en esta ocasión también visitó por primera vez en la historia las localidades de Vecindario y Telde. En esta última ciudad la imagen mariana se reencontraría con el Santo Cristo tras 25 años de su primer encuentro.
El lunes 2 de junio el Cristo de Telde fue descendido de su altar en una ceremonia privada, para, el día 4 trasladarse extraordinariamente a la Iglesia de San Gregorio donde aguardó el reencuentro con la Virgen del Pino. El día 5 de junio a primeras horas de la mañana las dos imágenes se reencontraron en el interior del templo. Por la tarde se realizó un Vía Lucis con las dos imágenes religiosas procesionando por las calles de la ciudad hasta la Basílica de San Juan.
En San Juan permaneció la Virgen del Pino dos días, el 5 y 6 de junio. Tras lo cual, la talla mariana regresó a la capital grancanaria, para el día 15 regresar a Teror.